# Ctxt
Ctxt és un mitjà digital en castellà publicat per primera vegada el gener de 2015. La seva redacció es localitza a Madrid, Estat espanyol. Ctxt és un diari digital fundat per catorze periodistes procedents, entre d'altres, dels diaris El Mundo, El País i La Repubblica, amb una línia editorial independent i progressista.
Els continguts són gratuïts i el seu model de finançament és a través de subscripcions, mecenatge de particulars i d'empreses que no interfereixin en la línia editorial. El nom del seu domini és una abreviatura del nom i lema del diari «Context i Acció».
El president d'honor del Consell Editorial és el filòsof i lingüista Noam Chomsky. La direcció del periòdic l'ostenta Miguel Mora Díaz, provinent d'El País i guanyador del XXVIII Premi de Periodisme Francisco Cerecedo.
El consell editorial es troba format, entre d'altres, pels periodistes Roberto Saviano, Soledad Gallego-Díaz, Mónica Andrade, Conchita de Gregorio, Kostas Vaxevanis, Giancarlo Santalmassi, l'actriu Aitana Sánchez-Gijón, el cineasta José Luis Cuerda, els artistes Miquel Barceló i Alberto Reguera i el sociòleg francès Éric Fassin.